# Simeon Stâlpnicul cel Bătrân

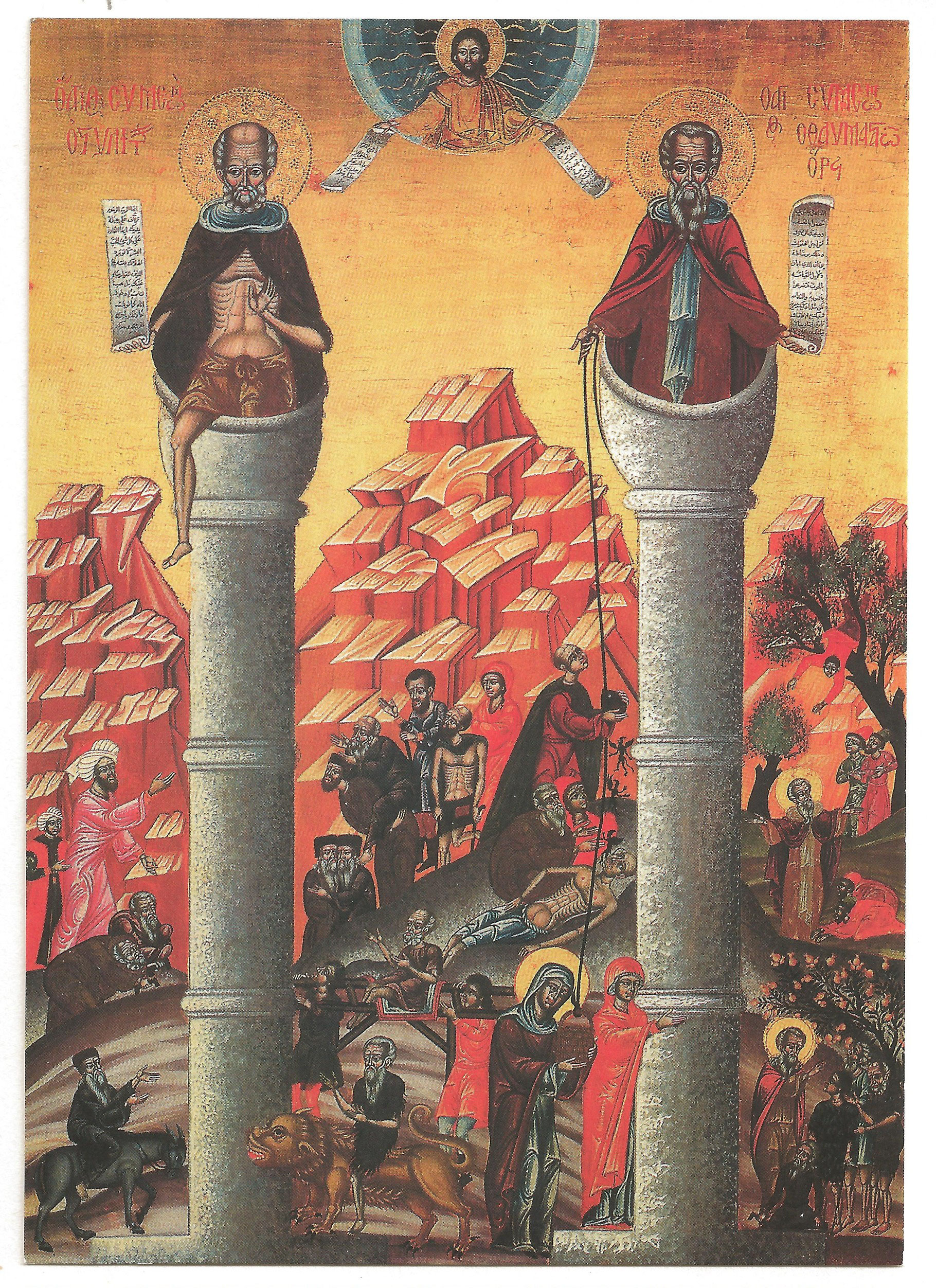
Icoană cu cei doi sfinți Simeon Stâlpnicul cel Bătrân și cel Tânăr

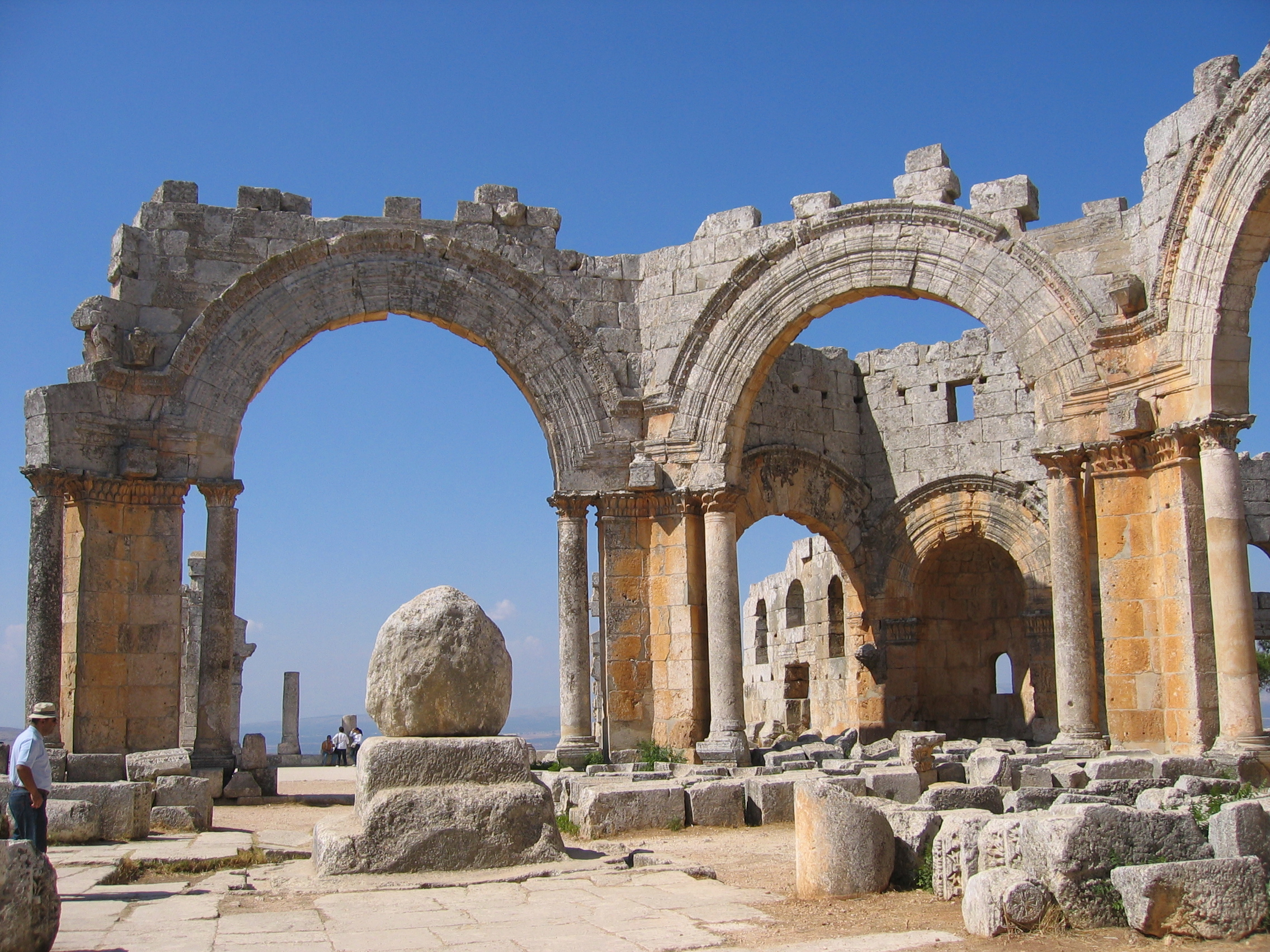
Ruinele bisericii construite în jurul stâlpului lui Simion Stâlpnicul, Muntele Simeon, Siria

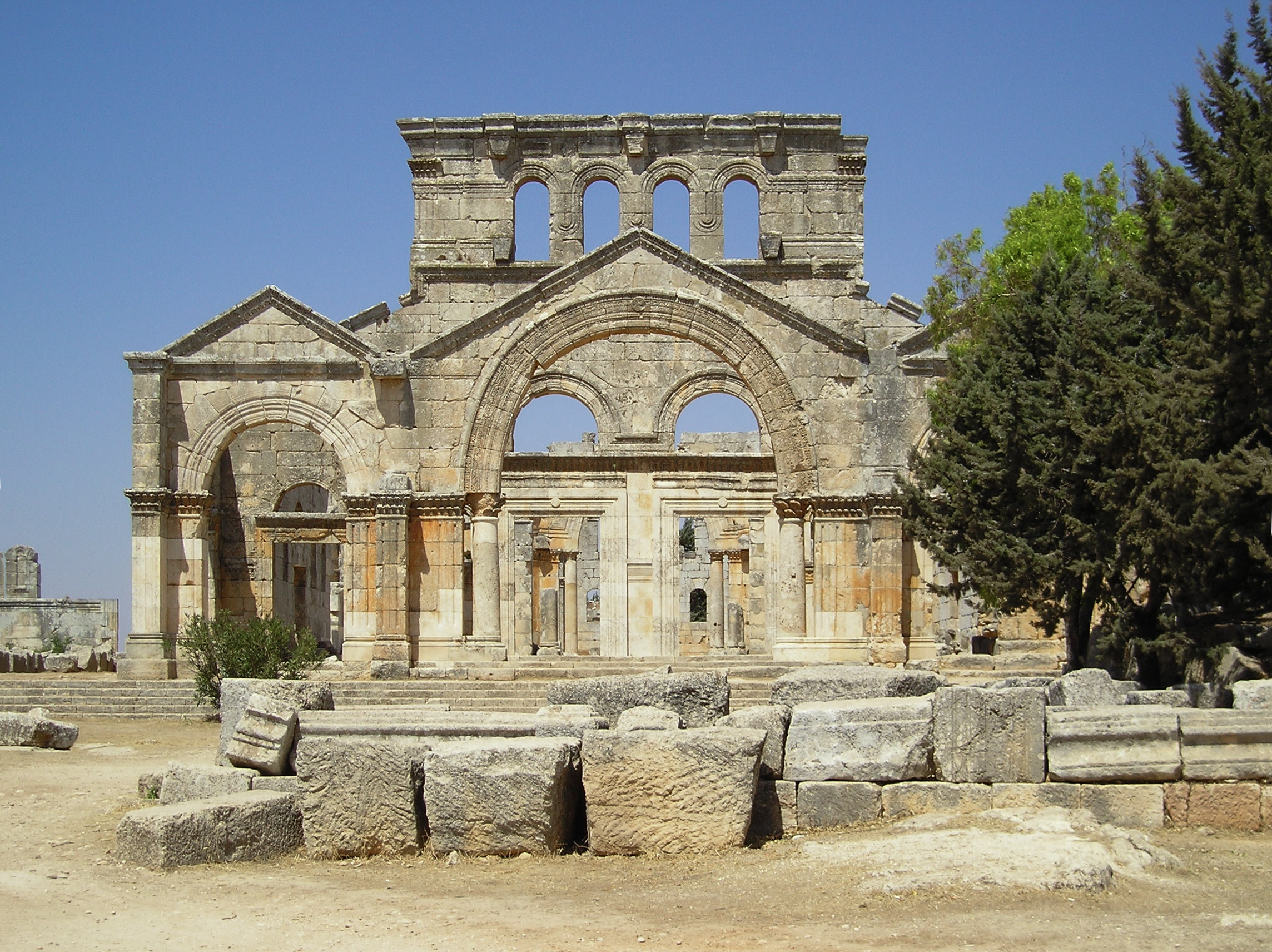
Ruinele Mănăstirii Sfântul Simion, sec. al VI-lea, Siria

Simeon Stâlpnicul sau  Simeon cel Mare (n. 389 d.Hr., Kozan, Turcia – d. 2 septembrie 459 d.Hr., Church of Saint Simeon Stylites⁠(d), Guvernoratul Alep, Siria) a fost un călugăr ortodox care a trăit în Siria, Imperiul Bizantin, în secolul al V-lea, ca stâlpnic. Prăznuirea sa în bisericile de rit bizantin se face la 1 septembrie, iar în cele de rit latin la 27 iulie. Este numit Simeon Stâlpnicul cel Bătrân pentru a fi deosebit de Simeon Stâlpnicul cel Tânăr.

## În film
Regizorul Luis Buñuel a realizat în anul 1965 filmul Simón del desierto, premiat la Festivalul de Film de la Veneția.

## Mănăstiri
- Mănăstirea „Sfântul Simion Stâlpnicul” din Arad-Gai, monument din secolul al XVIII-lea